# سفارت امارات متحده عربی در واشینگتن
سفارت امارات متحده عربی در واشینگتن (به انگلیسی: Embassy of the United Arab Emirates) یک منطقهٔ مسکونی و نمایندگی سیاسی این کشور در ایالات متحده آمریکا است که در واشینگتن، دی.سی. واقع شده‌است.